# Vétroz
Vétroz ist eine politische Gemeinde und eine Burgergemeinde des Bezirks Conthey im französischsprachigen Teil des Kantons Wallis in der Schweiz.

## Geografie

Luftbild (1949)

Die Gemeinde Vétroz liegt am Alpensüdhang auf der nördlichen Talseite des Rhonetals. Die Rhone bildet die südliche Gemeindegrenze, im Westen wird die Grenze durch die Lizerne gebildet, entlang deren Schlucht sich das Gemeindegebiet wie ein Finger weit nach Norden ausdehnt. Im Osten ist Vétroz mit Conthey zusammengewachsen. Die Gemeinde ist durch die Rebberge am Sonnenhang des Rhonetals geprägt. Die Gemeinde besteht aus den beiden Dörfern Vétroz und Magnot. Nachbargemeinden von Vétroz sind im Norden und Osten Conthey, im Süden Nendaz und im Westen Ardon.

## Bevölkerung
| Bevölkerungsentwicklung | Bevölkerungsentwicklung | Bevölkerungsentwicklung | Bevölkerungsentwicklung | Bevölkerungsentwicklung | Bevölkerungsentwicklung | Bevölkerungsentwicklung | Bevölkerungsentwicklung | Bevölkerungsentwicklung | Bevölkerungsentwicklung | Bevölkerungsentwicklung |
| ----------------------- | ----------------------- | ----------------------- | ----------------------- | ----------------------- | ----------------------- | ----------------------- | ----------------------- | ----------------------- | ----------------------- | ----------------------- |
| Jahr                    | 1870                    | 1900                    | 1950                    | 2000                    | 2010                    | 2012                    | 2014                    | 2016                    | 2018                    | 2020                    |
| Einwohner               | 584                     | 761                     | 1126                    | 3691                    | 4766                    | 5190                    | 5644                    | 6135                    | 6372                    | 6397                    |

## Wirtschaft
Die Schweizerische Post betreibt seit September 2020 ein regionales Paketzentrum in Vétroz.

## Politik
Die lokale Exekutive wird «Conseil Municipal» und das Gemeindeparlament «Conseil général» genannt.
Gemeindepräsident ist Oliver Cottagnoud (AL).

## Städtepartnerschaft
Seit Juni 2005 hat Vétroz eine Städtepartnerschaft mit Beaumont-lès-Valence aus Frankreich (Département Drôme).

## Sport
Der aktuelle Schweizer Meister und erfolgreichste Verein des Jahrzehnts im Basketball der Frauen, Hélios Basket, kommt aus Vétroz.
Die Alpinskifahrerin Camille Rast wurde in der Gemeinde geboren.